# 川合康
川合 康（かわい やすし、1958年7月 - ）は、日本の歴史学者、大阪大学名誉教授。専門は鎌倉幕府成立史や院政期の武士社会、在地寺院と地域社会の関係など。三重県出身。指導教官は戸田芳実。

## 略歴
- 1977年3月 大阪府立枚方高等学校卒業
- 1981年3月 神戸大学文学部卒業
- 1984年3月 神戸大学大学院文学研究科修士課程修了
- 1987年3月 神戸大学大学院文化学研究科博士課程単位取得退学
- 1987年4月 樟蔭女子短期大学専任講師
- 1991年9月 樟蔭女子短期大学助教授
- 1994年2月 「鎌倉幕府成立史の研究」で神戸大学博士（文学）
- 1995年4月 東京都立大学人文学部助教授
- 2008年4月 日本大学経済学部教授
- 2012年4月 大阪大学大学院文学研究科教授
- 2024年4月 大阪大学名誉教授[2]

## 単著
- 『源平合戦の虚像を剥ぐ』講談社選書メチエ、1996年／講談社学術文庫、2010年 ISBN 9784062919883
- 『鎌倉幕府成立史の研究』校倉書房、2004年 ISBN 9784751735701
- 『日本中世の歴史3　源平の内乱と公武政権』吉川弘文館、2009年　ISBN 9784642064033
- 『院政期武士社会と鎌倉幕府』吉川弘文館、2019年 ISBN 9784642029544
- 『源頼朝 すでに朝の大将軍たるなり』ミネルヴァ書房「ミネルヴァ日本評伝選」、2021年 ISBN 9784623092123

## 編著
- 『歴史と古典　平家物語を読む』　吉川弘文館、2009年
- 『週刊　新発見！日本の歴史　源頼朝と武家政権の模索』　朝日新聞出版、2013年